# Бурдунел

Вестготское королевство при Аларихе II

Бурдунел (Бурдунелл или Бурдурелл; лат. Burdunelus или Burdurellus; V век, Римская Испания — 497, Тулуза) — предводитель антивестготского восстания в Испании в 496—497 годах.

## Биография
Единственный раннесредневековый нарративный источник о Бурдунеле — «Сарагосская хроника».
О ранних годах жизни Бурдунела сведений не сохранилось. Его имя имело кельтское происхождение и означало «небольшой мул». Это указывает на то, что он мог быть испанским уроженцем, возможно, родившимся на территории позднейших Наварры и Васконии. Хотя также не исключена возможность того, что слово «Бурдунел» было прозвищем, и в этом случае этническая принадлежность руководителя восстания не может быть точно установлена.
Какой статус имел Бурдунел в обществе Северной Испании до восстания, в средневековых источниках не сообщается. Предполагается, что он мог быть или одним из военачальников вестготского короля Алариха II в бывшей римской провинции Тарраконская Испания, или одним из последних римских правителей (военных или гражданских) в припиренейских областях бывшей Западной Римской империи, или простым селянином.
В «Сарагосской хронике» сообщается, что в 496 году Бурдунел возглавил восстание в северных областях Римской Испании.
О том, какие группы населения приняли участие в мятеже, среди современных историков идут дискуссии. Часть медиевиствов предполагает, что Бурдунел мог быть руководителем последнего известного из источников восстания багаудов, до того несколько раз поднимавших мятежи в Северной Испании. Другие же историки считают мятеж не народным восстанием, а попыткой узурпации власти, предпринятой одним из местных военачальников или чиновников. В «Сарагосской хронике» Бурдунел назван «захватившим тиранию» (лат. tyrannidem assumit). Это свидетельствует о том, что он или принял монарший титул (императорский или королевский), или, по крайней мере, претендовал на такой. Вероятно, какими бы ни были личные намерения Бурдунела, подавляющее большинство его сторонников составляли иберо-римские поселенцы, восставшие в ответ на начавшееся в 494 году массовое переселение вестготов из Галлии в Испанию, сопровождавшееся изгнанием местных владетелей с их земель.
Какие территории были затронуты мятежом, точно не известно. Предполагается, что так как единственный упоминающий о Бурдунеле источник был создан в Цезаравгусте (современной Сарагосе), восстание охватывало находившиеся неподалёку области: возможно, Тарраконскую Испанию и долину реки Эбро.
Вероятно, уже в 496 же году правитель Тулузского королевства Аларих II принял меры для вооружённого подавления мятежа, хотя вестготы тогда вели войну с франками короля Хлодвига I. Предполагается, что, несмотря на огромные трудности, правителю вестготов удалось нанести восставшим поражение в бою, а затем и разобщить лидеров мятежа. В «Сарагосской хронике» сообщается, что в 497 году Бурдунел был предан своими сторонниками и передан ими вестготам. Его привезли в вестготскую столицу Тулузу и сожгли заживо в стоявшем на местном цирке медном быке. Эта необычная для германцев, но распространённая среди римлян казнь, вероятно, должна была унизить узурпатора в глазах его всё ещё остававшихся в Испании сторонников.
Подавление восстания во главе с Бурдунелом позволило Алариху II направить свою армию для отражения новых нападений франков на территорию Аквитании. Одновременно продолжилось и переселение вестготов в Испанию, о котором упоминается в «Сарагосской хронике» в записях о событиях 497 года. После того как в 507—509 годах вестготы потерпели поражение в очередной войне против франков, Пиренейский полуостров стал основным местом их проживания.

## Комментарии
1. ↑  Среди современных историков также существует мнение, рассматривающее события 494 года не как массовое переселение вестготов, а как очередной военный поход, направленный на полное подчинение северных территорий Испании власти Алариха II. В подтверждение этого предположения приводятся данные о небольшом количестве археологических находок вестготских артефактов на территории Тарраконской Испании, датированных концом V века[7].